# Golzen
Golzen is een plaats en voormalige gemeente in de Duitse deelstaat Saksen-Anhalt, en maakt deel uit van de Landkreis Burgenlandkreis.

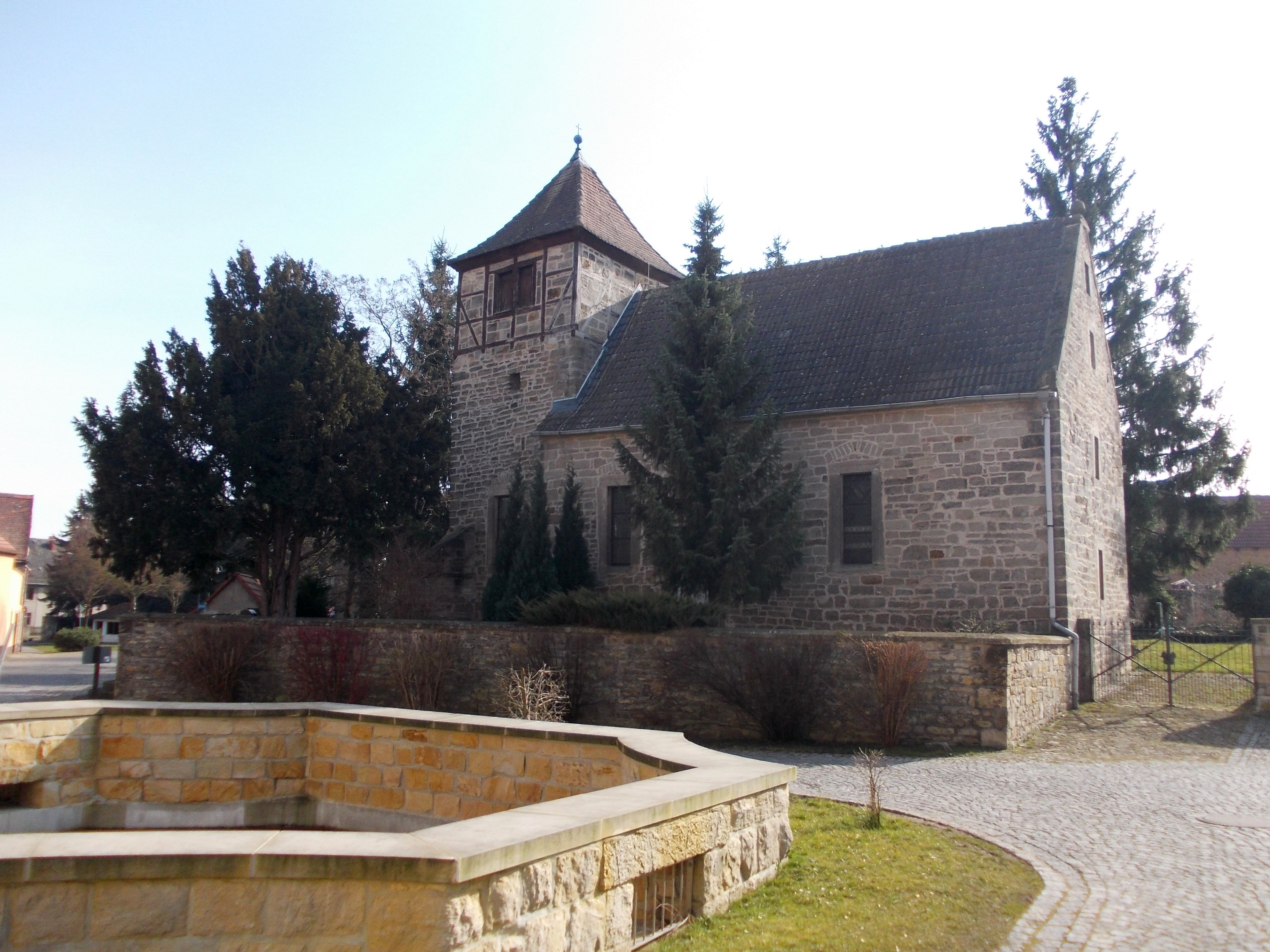
Kerk in Golzen

Golzen telt 183 inwoners.